# Вайнгартен (Міссурі)
Вайнгартен (англ. Weingarten) — переписна місцевість (CDP) в США, в окрузі Сент-Дженев'єв штату Міссурі. Населення — 127 осіб (2020).

## Географія
Вайнгартен розташований за координатами 37°53′22″ пн. ш. 90°13′2″ зх. д. / 37.88944° пн. ш. 90.21722° зх. д. (37.889384, -90.217272).  За даними Бюро перепису населення США в 2010 році переписна місцевість мала площу 2,72 км², уся площа — суходіл.

## Демографія
Згідно з переписом 2010 року, у переписній місцевості мешкали 133 особи в 52 домогосподарствах у складі 33 родин. Густота населення становила 49 осіб/км².  Було 53 помешкання (19/км²).
Расовий склад населення:
| - 100,0 % — білих |

До двох чи більше рас належало 0,0 %. Частка іспаномовних становила 0,0 % від усіх жителів.
За віковим діапазоном населення розподілялося таким чином: 25,6 % — особи молодші 18 років, 61,6 % — особи у віці 18—64 років, 12,8 % — особи у віці 65 років та старші. Медіана віку мешканця становила 34,5 року. На 100 осіб жіночої статі у переписній місцевості припадало 101,5 чоловіків;  на 100 жінок у віці від 18 років та старших — 110,6 чоловіків також старших 18 років.
Цивільне працевлаштоване населення становило 26 осіб. Основні галузі зайнятості: виробництво — 69,2 %, сільське господарство, лісництво, риболовля — 30,8 %.